# E3 Harelbeke 2005
De E3 Harelbeke 2005 is de 48e editie van de wielerklassieker E3 Harelbeke en werd verreden op zaterdag 26 maart 2005. Tom Boonen kwam na 200 kilometer als winnaar over de streep.

## Wedstrijdverloop
Op de Taaienberg, die zijn geliefkoosde helling zou worden, ging het 25-jarige Belgische talent en titelverdediger Tom Boonen (Quick Step) ervandoor met de Duitser Andreas Klier (T-Mobile), de winnaar van Gent-Wevelgem in 2003. Boonen en Klier maakten er een koppeltijdrit van. Toen ze samen de vlucht vooruit namen, hadden de renners nog 57 kilometer voor de boeg. De andere favorieten, met onder anderen Peter Van Petegem (Lotto), Steffen Wesemann (T-Mobile) en Erik Dekker (Rabobank), hadden op de Paterberg een minuut achterstand. Vlak voor de Tiegemberg, de laatste hindernis, bedroeg de achterstand nog slechts 11 seconden.
Boonen en Klier hadden dus veel moeite om de voorsprong vast te houden. Uiteindelijk bleven ze voorop. Noch Boonen noch Klier wilde de ander er nog af rijden. In Harelbeke won Tom Boonen met overmacht de sprint. Dertien seconden later won Peter Van Petegem de sprint voor de derde plaats, David Kopp (Wiesenhof) werd vierde. Opvallend is dat het podium een week later hetzelfde was. Op 3 april 2005 won Tom Boonen de Ronde van Vlaanderen.

## Uitslag
| E3 Harelbeke 2005 |                   |                           |          |
| Plaats            | Naam              | Ploeg                     | Tijd     |
| Winnaar           | Tom Boonen        | Quickstep-Innergetic      | 4u42'54" |
| 2                 | Andreas Klier     | Team T-Mobile             | z.t.     |
| 3                 | Peter Van Petegem | Davitamon-Lotto           | + 13"    |
| 4                 | David Kopp        | Team Wiesenhof            | + 17"    |
| 5                 | Nico Mattan       | Davitamon-Lotto           | z.t.     |
| 6                 | Steffen Wesemann  | Team T-Mobile             | + 22"    |
| 7                 | Erik Dekker       | Rabobank                  | + 33"    |
| 8                 | Jeremy Hunt       | MrBookmaker - Sports Tech | + 2'50"  |
| 9                 | Eric Baumann      | Team T-Mobile             | z.t.     |
| 10                | Lars Michaelsen   | Team CSC                  | z.t.     |